# Diamond Cut Diamond
Diamond Cut Diamond é um filme mudo britânico de 1932, do gênero policial, dirigido por Maurice Elvey e Fred Niblo — estrelado por Adolphe Menjou, Claud Allister e Benita Hume.